# Betrayed (1917)
Betrayed is een Amerikaanse dramafilm uit 1917 onder regie van Raoul Walsh. De film is wellicht zoekgeraakt.

## Verhaal
Als de beruchte bandiet Leopoldo Juares onderdak zoekt in het huis van Carmelita, wordt zij op slag verliefd op hem. Ze spreken af bij een beekje in de buurt, maar kort na het vertrek van Juares valt Carmelita in slaap. Wanneer ze wakker wordt, ziet ze dat de legerofficier William Jerome in aantocht is. Ze hoort dat hij op zoek is naar Juares en ze vertelt hem over hun afspraakje. Als Juares dat ontdekt, dwingt hij Carmelita om zijn jas en hoed aan te doen. Jerome schiet Carmelita per ongeluk neer en wordt vervolgens zelf ter dood veroordeeld wegens moord.

## Rolverdeling
| Acteur          | Personage       |
| --------------- | --------------- |
| Miriam Cooper   | Carmelita       |
| James A. Marcus | Carpi           |
| Hobart Bosworth | Leopoldo Juares |
| Monte Blue      | Pepo Esparenza  |
| Wheeler Oakman  | William Jerome  |